# Арктида (міфологія)

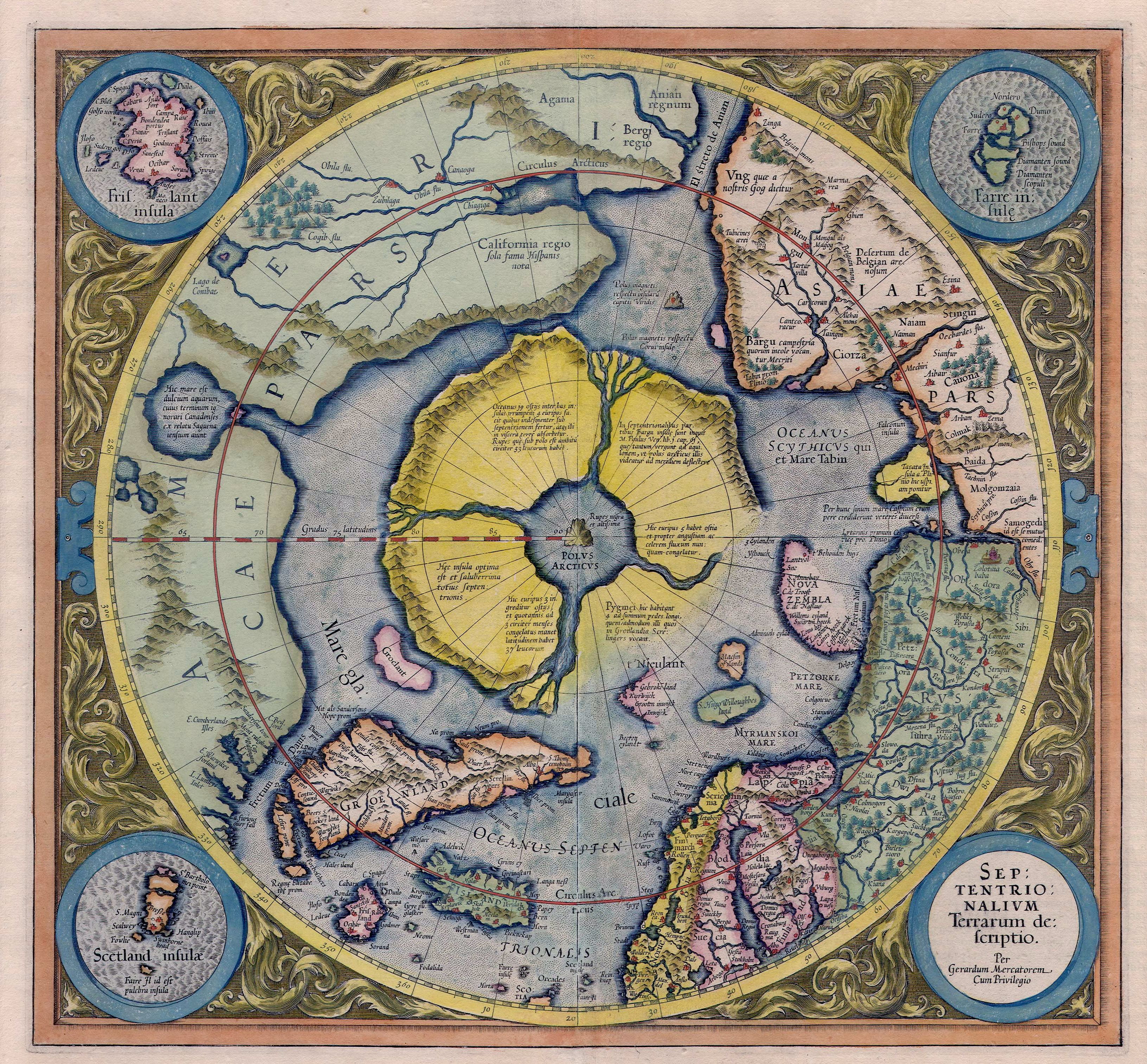
Арктичний континент на карті Герарда Меркатора 1595 року

Арктида, Гіперборея, Арктогея — гіпотетичний північний полярний континент, імовірно існував у недавньому геологічному минулому.
Термін «Арктида» запропонував у XIX столітті німецький зоогеограф В. Егер, який так назвав «північну полярну землю», що імовірно з'єднувала Новий світ з Євразією через приполюсні області. Пізніше існування Гіпербореї відстоював класик радянської арктичної океанографії Я. Я. Гаккель, який, втім, вважав її сукупністю архіпелагів. Він писав: «Багато геолого-геоморфологічних, зоогеографічних, флористичних, гідробіологічних та деяких інших даних вказують на те, що більш значні, ніж зараз, ділянки суходолу існували в пізньочетвертинний час не тільки в межах шельфу, але, мабуть, і в Арктичному басейні; не виключено, що за простяганням найбільших підводних хребтів тут простягалися грядою невеликі острови, які утворили в сукупності Арктиду». На думку Я. Я. Гаккеля, і Новосибірські острови, і острів Врангеля є залишками давнього суходолу. У рамках гіпотези, суходіл оточував архіпелаг Шпіцберген, острови Землі Франца-Йосифа і Північної Землі, Канадський Арктичний архіпелаг, а сучасні підводні хребти Гаккеля, Ломоносова і Менделєєва височіли над цими територіями, що з'єднували Америку з Євразією.

За сучасними даними максимальне пониження рівня моря в останню льодовикову епоху становило 130 м від сучасного, відповідно великі території континентального шельфу, зокрема на півночі Євразії та Північної Америки, були незатопленими, однак 3 згаданих підводних хребти мають найвищі точки значно нижчі від цього рівня.
Багатьох, можливо, розчарує, що Арктида не була населеною країною і якоюсь мірою цивілізованою. Якщо вона й існувала, то навряд чи була заселена, адже передбачуваний час її існування відноситься переважно до ранніх етапів формування та розвитку людського суспільства. До цього варто додати, що природні умови приполюсних просторів тоді могли бути (і навіть, напевно, були! ще суворішими, ніж в сучасну епоху. Час передбачуваного існування Арктиди збігається з основними етапами льодовикового періоду, коли острови і перешийки, що складали її, можливо, служили опорами льодовикових куполів і шельфових льодовиків.
Л. С. Говоруха
З приводу часу затоплення Гіпербореї серед її прихильників не існує загальноприйнятої точки зору. На думку одних, Арктида припинила своє існування 100 тис. років тому, на думку інших — від 18 до 16 тис. років тому. Академік О. Ф. Трьошников вважав, що частини хребта Ломоносова могли виходити на поверхню і 8 тис. років тому. Я. Я. Гаккель стверджував, що суходіл, що оточував Новосибірські острови та острів Врангеля, пішов під воду близько 5 тис. років тому. Радянська гідробіологиня Є. Ф. Гур'янова відстоювала точку зору, що хребет Ломоносова виступав над поверхнею води в історично зовсім недавній час:
перешкода в районі Східно-Сибірського моря, Новосибірських островів і острова Врангеля, тобто в районі хребта Ломоносова, існувала досить довго і зникла зовсім недавно, принаймні в післялітториновий час [не раніше 2500 років тому].
Ряд фахівців[хто?] пов'язували з Арктидою перекази місцевого населення арктичної тундри про «теплу землю» на півночі, а також оповіді про знамениту «Землю Санникова», менш відому «Землю Андрєєва» тощо.
Від початку XX століття в європейських окультно-містичних колах наукові гіпотези про полярний материк пов'язувалися з міфічною Гіпербореєю, нібито колишньою прабатьківщиною народу гіпербореїв.
Взагалі в історії Землі було два континенти в Арктиці. Мільярд років тому Арктида була частиною Родинії. 250 мільйонів років тому Арктида була частиною Пангеї.